# Huizen
Huizen és un municipi de la província d'Holanda del Nord, al centre-oest dels Països Baixos. L'1 de gener de 2009 tenia 42.048 habitants repartits per una superfície de 23,28 km² (dels quals 7,5 km² corresponen a aigua). Limita a l'oest amb Naarden, a l'est amb Blaricum i al sud amb Bussum i Hilversum.

## Centres de població
- Huizen
- Huizerhoogt
- Bikbergen

## Ajuntament
| Eleccions municipals 7 de març de 2006 | Eleccions municipals 7 de març de 2006 | Eleccions municipals 7 de març de 2006 | Eleccions municipals 7 de març de 2006 | Eleccions municipals 7 de març de 2006 |
| Partit                                 | Portaveu                               | Vots                                   | Vots en %                              | Regidors                               |
| -------------------------------------- | -------------------------------------- | -------------------------------------- | -------------------------------------- | -------------------------------------- |
| VVD                                    | C. Bikkers                             | 4208                                   | 21,7%                                  | 6                                      |
| PvdA                                   | R.C. van Nunspeet                      | 3506                                   | 18,1%                                  | 5                                      |
| CDA                                    | G. Rebel                               | 3327                                   | 17,1%                                  | 5                                      |
| GroenLinks                             | G.E.H. Pas                             | 1817                                   | 9,3%                                   | 3                                      |
| ChristenUnie                           | B.G. van Ruiswijk                      | 1565                                   | 8,1%                                   | 2                                      |
| Leefbaar Huizen                        | A.T.M. van der Helm                    | 1532                                   | 7,9%                                   | 2                                      |
| Dorpsbelangen Huizen                   | mw. M.K. Rebel                         | 1276                                   | 6,6%                                   | 2                                      |
| D66                                    | R. Schaap                              | 869                                    | 4,6%                                   | 1                                      |
| SGP                                    | H. van Amstel                          | 693                                    | 3,6%                                   | 1                                      |
| Total                                  |                                        | 19.406                                 | 60,6%                                  | 27                                     |